# Torre Brusi
La Torre Brusi era un xalet situat aproximadament al carrer de Balmes, 315, al barri de Sant Gervasi-Galvany de Barcelona.

## Història i descripció
Després de la mort d'Antoni Brusi i Mirabent (1775-1821) a causa de l'epidèmia de febre groga de 1821, la seva vídua Eulàlia Ferrer i Montserrat (1780-1841) va decidir traslladar la residència familiar de Barcelona a Sant Gervasi de Cassoles, i el 1827, va adquirir en subhasta pública la torre del Canonge al turó de Monterols.

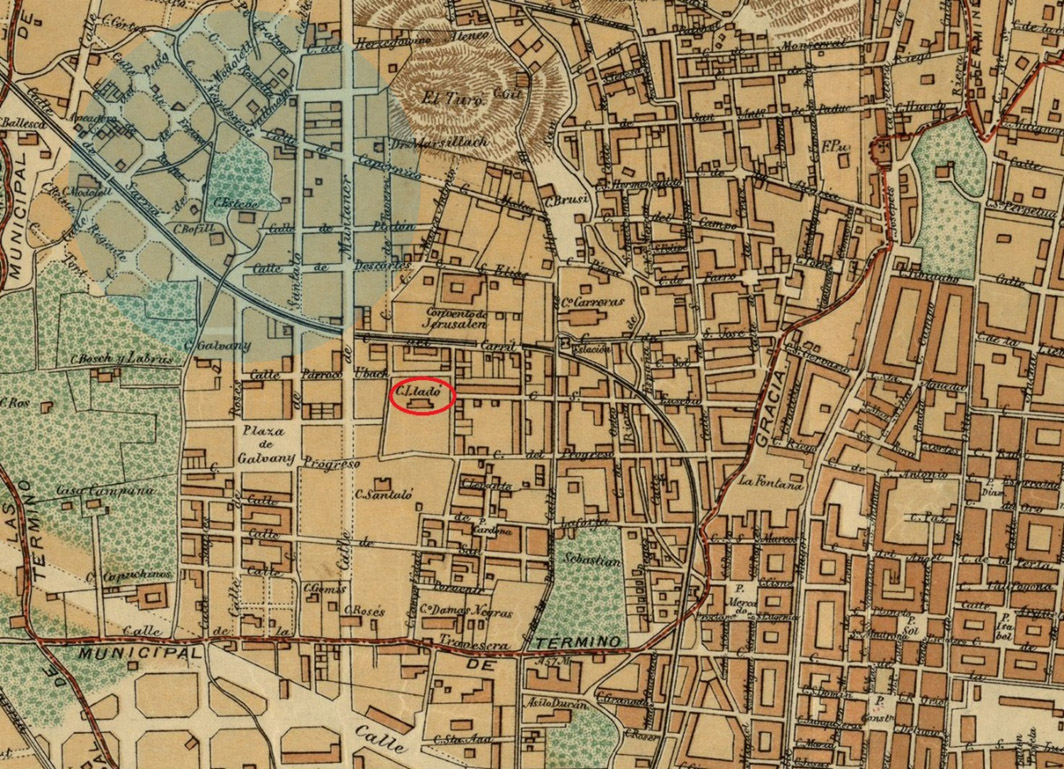
Plànol del 1890, on es pot llegir «C. Brusi»

El 1875, el seu fill Antoni Brusi i Ferrer (1815-1878) va rebre el títol de marquès de Casa Brusi. Fou succeït pel seu fill Antoni Maria Brusi i Mataró (1846-1887), segon marquès de Casa Brusi, que el 1881 va adquirir per 2.500 pessetes unes pedres procedents de la Casa Gralla (enderrocada el 1856), i va encarregar-ne l'estudi i la recomposició a l'arquitecte August Font i Carreras i al crític d'art Francesc Miquel i Badia, que van descobrir que corresponien al pati i no a la façana. Aquest fou reconstruït el 1882 en un pavelló independent al jardí de la torre, i el 1907, la seva filla Maria Josepa Brusi i Garcia (1876-1957), tercera marquesa de Casa Brusi, va encarregar-ne l'ampliació al mateix Font per a convertir-lo en una nova torre en substitució de l'antiga, que fou enderrocada.
El 1920 es va aprovar l'obertura del carrer de Balmes entre la Travessera de Gràcia i el carrer de Víctor Hugo, i el 1925, l'Ajuntament de Barcelona li va vendre per 1.000 pessetes un terreny procedent del carrer del Francolí. D'altra banda, el 1929 es va aprovar l'obertura del carrer de Copèrnic fins al de Balmes, i el 1930 es va declarar com a «sobrant de vial» el tram del carrer d'Alfons XII entre els de Sant Elies i Copèrnic.
A partir del 1959, el seu fill Joan Antoni Elias i Brusi, quart marquès de Casa Brusi, va parcel·lar els terrenys de la torre, i el 1962, l'arquitecte Claudi Carmona va projectar l'actual edifici dels carrers de Balmes, 311-317 i Copèrnic, 94-96. El pati fou desmuntat de nou per l'arquitecte municipal Joaquim de Ros i de Ramis, i les pedres foren numerades i traslladades a un dipòsit de Cornellà de Llobregat.